# Remo nos Jogos Olímpicos de Verão de 2016 - Skiff duplo feminino
As provas do skiff duplo feminino nos Jogos Olímpicos de 2016 decorreram entre 6 e 11 de agosto na Lagoa Rodrigo de Freitas, Rio de Janeiro.

## Formato da competição
As competições de remo desenrolaram-se em formato de rondas, dependendo de quantas embarcações estavam inscritas. Cada regata teve um máximo de seis embarcações participantes, desenrolando-se ao longo de 2000 metros. No skiff duplo feminino, com 13 embarcações, as três primeiras de cada regata qualificatória seguiram diretamente para as semifinais, e as restantes disputaram vagas adicionais na repescagem (apuraram as três primeiras de cada regata). Nas semifinais as melhores três de cada regata seguiram para a disputa das medalhas (final A), enquanto as restantes decidiram as outras posições na final B.

## Calendário
Os horários são pelo fuso de Brasília (UTC−3).
| Data                       | Hora  | Ronda           |
| -------------------------- | ----- | --------------- |
| Sábado, 6 de agosto        | 11:15 | Qualificatórias |
| Segunda-feira, 8 de agosto | 10:40 | Repescagem      |
| Terça-feira, 9 de agosto   | 10:10 | Semifinais      |
| Quinta-feira, 11 de agosto | 11:04 | Final A         |
| Quinta-feira, 11 de agosto | 12:50 | Final B         |

## Medalhistas
Na final, a embarcação da Polônia levou a melhor para ser campeã olímpica, enquanto a Grã-Bretanha foi segunda conquistando a prata. Em terceiro e com o bronze ficou a dupla da Lituânia.
|  | POL Polônia                                 |  | GBR Grã-Bretanha                     |  | LTU Lituânia                         |
|  | Magdalena Fularczyk-Kozłowska Natalia Madaj |  | Victoria Thornley Katherine Grainger |  | Donata Vištartaitė Milda Valčiukaitė |

## Resultados
Estes foram os resultados da competição:

### Qualificatórias
As primeiras três duplas qualificaram-se diretamente às semifinais, enquanto as restantes passaram a decidir as vagas adicionais pela repescagem.

#### Qualificatória 1
| Pos. | Remadoras                                  | País             | Tempo   | Notas |
| ---- | ------------------------------------------ | ---------------- | ------- | ----- |
| 1    | Donata Vištartaitė Milda Valčiukaitė       | LTU Lituânia     | 7:04.82 | SF    |
| 2    | Victoria Thornley Katherine Grainger       | GBR Grã-Bretanha | 7:05.32 | SF    |
| 3    | Hélène Lefebvre Élodie Ravera-Scaramozzino | FRA França       | 7:05.65 | SF    |
| 4    | Marie-Cathérine Arnold Mareike Adams       | GER Alemanha     | 7:13.49 | R     |
| 5    | Lisbet Jakobsen Nina Hollensen             | DEN Dinamarca    | 7:18.92 | R     |

#### Qualificatória 2
| Pos. | Remadoras                                   | País               | Tempo   | Notas |
| ---- | ------------------------------------------- | ------------------ | ------- | ----- |
| 1    | Magdalena Fularczyk-Kozłowska Natalia Madaj | POL Polônia        | 7:16.16 | SF    |
| 2    | Lü Yang Zhu Weiwei                          | CHN China          | 7:25.19 | SF    |
| 3    | Yuliya Bichyk Tatsiana Kukhta               | BLR Bielorrússia   | 7:27.22 | SF    |
| 4    | Meghan O'Leary Ellen Tomek                  | USA Estados Unidos | 7:46.92 | R     |

#### Qualificatória 3
| Pos. | Remadoras                              | País                | Tempo   | Notas |
| ---- | -------------------------------------- | ------------------- | ------- | ----- |
| 1    | Eve MacFarlane Zoe Stevenson           | NZL Nova Zelândia   | 7:14.31 | SF    |
| 2    | Sally Kehoe Genevieve Horton           | AUS Austrália       | 7:17.34 | SF    |
| 3    | Aikaterini Nikolaidou Sofia Asoumanaki | GRE Grécia          | 7:20.64 | SF    |
| 4    | Kristýna Fleissnerová Lenka Antošová   | CZE República Checa | 7:35.85 | R     |

### Repescagem
As três primeiras embarcações garantiram as outras vagas nas semifinais.
| Pos. | Remadoras                            | País                | Tempo   | Notas |
| ---- | ------------------------------------ | ------------------- | ------- | ----- |
| 1    | Marie-Cathérine Arnold Mareike Adams | GER Alemanha        | 7:00.54 | SF    |
| 2    | Meghan O'Leary Ellen Tomek           | USA Estados Unidos  | 7:00.60 | SF    |
| 3    | Kristýna Fleissnerová Lenka Antošová | CZE República Checa | 7:03.68 | SF    |
| 4    | Lisbet Jakobsen Nina Hollensen       | DEN Dinamarca       | 7:04.35 |       |

### Semifinais
As duplas classificadas nos três primeiros lugares garantiram presença na final "A" para disputarem as medalhas. As restantes seguiram para a final "B".

#### Semifinal 1
| Pos. | Remadoras                              | País               | Tempo   | Notas |
| ---- | -------------------------------------- | ------------------ | ------- | ----- |
| 1    | Aikaterini Nikolaidou Sofia Asoumanaki | GRE Grécia         | 6:51.99 | FA    |
| 2    | Donata Vištartaitė Milda Valčiukaitė   | LTU Lituânia       | 6:52.46 | FA    |
| 3    | Meghan O'Leary Ellen Tomek             | USA Estados Unidos | 6:52.92 | FA    |
| 4    | Eve MacFarlane Zoe Stevenson           | NZL Nova Zelândia  | 6:52.97 | FB    |
| 5    | Marie-Cathérine Arnold Mareike Adams   | GER Alemanha       | 6:58.70 | FB    |
| 6    | Lü Yang Zhu Weiwei                     | CHN China          | 7:05.31 | FB    |

#### Semifinal 2
| Pos. | Remadoras                                   | País                | Tempo   | Notas |
| ---- | ------------------------------------------- | ------------------- | ------- | ----- |
| 1    | Magdalena Fularczyk-Kozłowska Natalia Madaj | POL Polônia         | 6:50.63 | FA    |
| 2    | Victoria Thornley Katherine Grainger        | GBR Grã-Bretanha    | 6:52.47 | FA    |
| 3    | Hélène Lefebvre Élodie Ravera-Scaramozzino  | FRA França          | 6:54.34 | FA    |
| 4    | Sally Kehoe Genevieve Horton                | AUS Austrália       | 6:55.37 | FB    |
| 5    | Yuliya Bichyk Tatsiana Kukhta               | BLR Bielorrússia    | 6:57.64 | FB    |
| 6    | Kristýna Fleissnerová Lenka Antošová        | CZE República Checa | 7:03.79 | FB    |

### Finais

#### Final B
| Pos. | Remadoras                            | País                | Tempo   | Notas |
| ---- | ------------------------------------ | ------------------- | ------- | ----- |
| 1    | Marie-Cathérine Arnold Mareike Adams | GER Alemanha        | 7:39.82 |       |
| 2    | Yuliya Bichyk Tatsiana Kukhta        | BLR Bielorrússia    | 7:40.48 |       |
| 3    | Sally Kehoe Genevieve Horton         | AUS Austrália       | 7:42.30 |       |
| 4    | Kristýna Fleissnerová Lenka Antošová | CZE República Checa | 7:43.77 |       |
| 5    | Lü Yang Zhu Weiwei                   | CHN China           | 7:45.68 |       |
| 6    | Eve MacFarlane Zoe Stevenson         | NZL Nova Zelândia   | 7:50.74 |       |

#### Final A
| Pos.              | Remadoras                                   | País               | Tempo   | Notas |
| ----------------- | ------------------------------------------- | ------------------ | ------- | ----- |
| Medalha de ouro   | Magdalena Fularczyk-Kozłowska Natalia Madaj | POL Polônia        | 7:40.10 |       |
| Medalha de prata  | Victoria Thornley Katherine Grainger        | GBR Grã-Bretanha   | 7:41.05 |       |
| Medalha de bronze | Donata Vištartaitė Milda Valčiukaitė        | LTU Lituânia       | 7:43.76 |       |
| 4                 | Aikaterini Nikolaidou Sofia Asoumanaki      | GRE Grécia         | 7:48.62 |       |
| 5                 | Hélène Lefebvre Élodie Ravera-Scaramozzino  | FRA França         | 7:52.03 |       |
| 6                 | Meghan O'Leary Ellen Tomek                  | USA Estados Unidos | 8:06.18 |       |